# رحت وجيت (ألبوم)
رحت وجيت هو ألبوم للفنان التونسي صابر الرباعي.

## قائمة الأغاني
- آن الأوان  - 5:06
- الشمس هربانة  - 5:59
- بطل خصام  - 4:35
- حأغنيلك  - 3:36
- رحت وجيت  - 3:46
- صياد هواكي  - 4:24
- عناوين  - 4:14
- لو تعرفي  - 4:43